# Verneuil-sur-Serre
 Verneuil-sur-Serre  es una población y comuna francesa, en la región de Picardía, departamento de Aisne, en el distrito de Laon y cantón de Crécy-sur-Serre.

## Demografía
| 269 | 238 | 243 | 265 | 259 | 253 |
| Para los censos de 1962 a 1999 la población legal corresponde a la población sin duplicidades (Fuente: INSEE [Consultar]) |     |     |     |     |     |